# Гдынк
Гды́нк — село в Ахтынском районе Дагестана. Входит в состав сельского поселения Сельсовет «Ахтынский».

## География
Село Гдынк расположено в северной части Ахтынского района, в восьми километрах от райцентра Ахты, на северном склоне Гельмец-Ахтынского хребта. Из села открывается вид сверху вниз на сёла: Луткун, Калук, Кака, Хрюг, Зрых.
Над селением возвышается гора Ухиндаг (1870 м). К западу от Гдынка расположено высокогорье, именуемое местным населением Мисув, покрытое лесом, характеризующимся обилием родников и ручьёв. К востоку от села расположена плодородная гористая местность Югъвал мигьий. Традиционно на этой местности выращивались зерновые культуры.
В селе и его окрестностях расположены:
- Родники: Ужан, Верхьер, Кьулаж, Кӏанажв, Луьртӏуь, Яргъар, Къайи ятарин, Шайтӏан булах.
- Урочища: Чӏуру хуьр, Сув, Мигьий.
- Ущелья: Чӏехи кам, Шайтӏан кам, Къулух кам, Эрех кам, Журтӏаман кам, Верхер кам. А также горная вершина Чӏутӏар кук.[2]

## История
По преданию переселенцы из солнечной стороны села Ахты в 4-5 километрах основали отсёлок. Чуть позже из-за нашествия змей люди были вынуждены переселиться на новое место возле скалы, где и основали селение Гдынк. Исторически население Гдынка делится на четыре родовых союза — тухума (лезг. сихил): Тӏархар, Мегьендар, Панагьар, Шамахар. Каждый тухум жил в одноимённом квартале. Население имело следующую ремесленную специализацию — обработка овчин, изготовление войлока, шуб, тулупов, лезгинских женских чувеков, джурабов.

## Население
| 1895 | 1926 | 1939 | 1970 | 1989 | 2002 | 2010 |
| ---- | ---- | ---- | ---- | ---- | ---- | ---- |
| 365  | ↘301 | ↘259 | ↗411 | ↘286 | ↗367 | ↗400 |
| 2021 |      |      |      |      |      |      |
| ↘118 |      |      |      |      |      |      |

Национальный состав
Гдынкцы — лезгины, по вероисповеданию мусульмане-сунниты. Более ста уроженцев села живут за его пределами. В 1869 году в селе проживало 259 человек, из них мужчины — 136, женщин 123. Село состояло из 37 дворов. В 1886 году в Гдынке проживало 364 человека.

## Экономика
Основным занятием населения является животноводство, ручная обработка кожи и изготовление тулупов.

## Инфраструктура
Действует муниципальная общеобразовательная школа, мечеть.

## Известные уроженцы
- Алирза Узаирович Саидов (1932—1978) — лезгинский поэт, окончил в 1959 году Литературный институт им. А. М. Горького в Москве. Лауреат Республиканской премии им. Сулеймана Стальского.